# Глубокое (Кызылжарский район)
Глубокое (каз. Глубокое) — село в Кызылжарском районе Северо-Казахстанской области Казахстана. Входит в состав сельского округа Лесной. Код КАТО — 595051200.

## Население
В 1999 году население села составляло 431 человек (221 мужчина и 210 женщин). По данным переписи 2009 года, в селе проживало 338 человек (175 мужчин и 163 женщины).

## География
Село расположено около озера Плоское, в 1 км к юго-востоку находится озеро Палочное.